# Neamblysomus
Neamblysomus ist eine Säugetiergattung aus der Familie der Goldmulle (Chrysochloridae). Die Gattung umfasst zwei Arten, die in der südafrikanischen Region Transvaal endemisch sind. Ihre Verbreitung ist aber auf wenige, eng begrenzte Lokalitäten in mittelfeuchten Landschaften der montanen Wälder oder offenen Buschlandgebiete beschränkt. Sie leben einzelgängerisch und unterirdisch. An das Leben im Untergrund sind die Tiere wie die anderen Goldmulle auch mit einem spindelförmigen Körper und kräftigen Grabkrallen an den Vorderfüßen angepasst. Der vergleichsweise eher grazile Körperbau bindet die Tiere an lockere Böden. Die Hauptnahrung besteht überwiegend aus Wirbellosen. Über die genaue Lebensweise liegen darüber hinaus kaum Informationen vor. Die Gattung wurde bereits 1924 etabliert, zu einer weiten Akzeptanz kam es aber erst im Übergang vom 20. zum 21. Jahrhundert. Die Bestände der beiden Arten werden als stark bedroht eingestuft.

## Merkmale

### Habitus
Die Vertreter der Gattung Neamblysomus gehören zu den kleineren Goldmullen. Ihre Kopf-Rumpf-Länge reicht von 9,2 bis 13,2 cm, das Gewicht variiert zwischen 21 und 70 g. Von den beiden bekannten Arten stellt Julianas Goldmull (Neamblysomus julianae) die kleinere, Gunnings Goldmull (Neamblysomus gunningi) die größere dar. Im Körperbau ähneln die Tiere den Maulwürfen, mit denen sie jedoch nicht verwandt sind. Sie zeigen deutliche Anpassungen an eine unterirdisch grabende Lebensweise. Der Körper weist eine spindelförmige Gestalt auf und wird durch äußerlich nicht sichtbare Ohren und einen ebensolchen Schwanz gekennzeichnet. Die Augen sind mit Fell bedeckt, die Schnauze trägt ein lederartiges Polster, das teilweise der Grabetätigkeit dient. Das kurze, weiche Fell ist am Rücken hell- bis dunkelbraun, am Bauch erscheint es häufig heller. Die Gliedmaßen haben allgemein einen kräftigen, kurzen Bau, die Hände weisen vier, die Füße fünf Strahlen auf. Die Vordergliedmaßen sind zu Grabwerkzeugen mit jeweils einer großen Grabklaue am Mittelstrahl (III) umgebildet. Die jeweils anderen Finger zeigen kürzere Krallen. Insgesamt erscheint der Körperbau etwas graziler als der der nahe verwandten Kupfergoldmulle (Amblysomus).

### Schädel- und Gebissmerkmale
Der Schädel wird 21,8 bis 29 mm lang und 14,7 bis 18,2 mm breit. Er ist relativ schmal gebaut, die breiteste Stelle befindet sich am Hirnschädel, die Breite beträgt etwa 60 bis 68 % der größten Länge. Auch der Gaumen ist relativ schmal und besitzt eine Breite von rund als 30 % der größten Schädellänge. Der Jochbogen ist vollständig ausgebildet, er läuft hinten nicht in breite Platten aus, wie sie beispielsweise bei den Riesengoldmullen (Chrysospalax) auftreten. Das Mittelohr zeigt kaum Spezialisierungen, der Hammer ist nicht wie bei einigen Vertretern der Goldmulle vergrößert ausgebildet, sein Gewicht beträgt weniger als 1 mg. Das Gebiss von Neamblysomus setzt sich aus insgesamt 36 Zähne zähnen mit folgender Zahnformel zusammen: {\displaystyle {\frac {3.1.3.2}{3.1.3.2}}}. Die Kauflächen der Molaren bestehen aus drei Höckerchen (tricuspid), im Gegensatz zu den nahe verwandten Kupfergoldmullen fehlt den unteren hinteren Backenzähnen  ein gut entwickeltes Talonid (ein tiefliegender Vorsprung der Kaufläche, in den einer der Haupthöcker der oberen Molaren bei Gebissschluss greift).  Ein hinterster, dritter Molar ist ebenfalls abweichend von den Kupfergoldmullen häufiger, wenn auch in den einzelnen Kieferabschnitten variabel ausgebildet. In der Regel erreicht er aber nur ein Drittel der Größe der vorderen Molaren und hat eine nagelartige Gestalt. Die Länge der gesamten oberen Zahnreihe vom Eckzahn bis zum letzten Molaren schwankt zwischen 5,5 und 7,3 mm.

## Verbreitung
Die beiden Neamblysomus-Arten kommen endemisch im südlichen Afrika vor. Ihr Verbreitungsgebiet beschränkt sich aber auf nur jeweils wenige Fundpunkte, die sich über die südafrikanischen Provinzen Gauteng, Mpumalanga und Limpopo verteilen. Die Tiere bewohnen eher mittelfeuchte (mesische) Landschaften, wobei Gunnings Goldmull in den Bergwäldern der Drakensberge vorkommt, Julianas Goldmull dagegen in verschiedenen Landschaften des Bush- und Lowfeld heimisch ist. Ihre Verbreitungsgebiete erstrecken sich daher über Teile der Sambesi-Waldlandzone. Aufgrund des etwa schlankeren Körperbaus und den weniger kräftigen Grabkrallen im Vergleich zu den Kupfergoldmullen bevorzugen die Tiere eher lockere Böden. Lokal treten sie teilweise recht häufig auf, teilweise dringen sie auch in kultivierte Gebiete wie Gärten vor.

## Lebensweise
Über die Lebensweise dieser Tiere ist kaum etwas bekannt. Wie alle Goldmulle leben sie größtenteils unterirdisch, wo sie Gänge zur Nahrungssuche und als Ruheplätze anlegen. Bei ungünstigen Temperaturverhältnissen fallen sie in einen Torpor. Die Tiere dürften einzelgängerisch leben und feste Reviere bewohnen. Die Nahrung besteht aus Wirbellosen wie Insekten und Regenwürmer. Ähnlich den verwandten Kupfergoldmullen sind die Vertreter von Neamblysomus eher selten an der Erdoberfläche anzutreffen. Möglicherweise können sie aufgrund des normal gebauten, nicht aufgeblähten Hammers im Mittelohr abweichend zu einigen anderen Goldmullen nur bedingt niederfrequente Geräusche und seismische Signale wahrnehmen. Allerdings ist die Fähigkeit zur Wahrnehmung niederfrequenter Töne bei Neamblysomus durchschnittlich etwas besser entwickelt als bei Amblysomus. Die Fortpflanzung ist wahrscheinlich jahreszeitlich gebunden. Ein Wurf umfasst meist zwei Jungtiere.

## Systematik
Neamblysomus ist eine Gattung aus der Familie der Goldmulle (Chrysochloridae) und der Überordnung der Afrotheria. Die Goldmulle repräsentieren kleinere, bodengrabende Säugetiere, die endemisch in Afrika auftreten. Der Schwerpunkt ihrer Verbreitung liegt mit wenigen Ausnahmen im südlichen Afrika. Als nächste Verwandte der Goldmulle gelten die ebenfalls in Afrika vorkommenden Tenreks (Tenrecidae), mit denen sie zusammen die Ordnung der Afrosoricida formen. Der Ursprung dieser Gruppe geht weit zurück, laut molekulargenetischen Untersuchen trennten sich die Goldmulle und Tenreks im Übergang von der Oberkreide zum Paläozän vor rund 65 Millionen Jahren. Eine weitere Diversifizierung der Goldmulle begann im Verlauf des Oligozäns vor etwa 28,5 Millionen Jahren.
Die Goldmulle sind aufgrund ihrer unterirdischen Lebensweise als Habitatspezialisten anzusehen. Dies führt dazu, dass die Habitate der meisten Arten lokal deutlich begrenzt sind. Es können aber innerhalb der Familie zwei ökologische Gruppen unterschieden werden. Die eine wird aus Vertretern mit einer Anpassung an trockene bis teils halbwüstenartige Regionen gebildet, wozu beispielsweise der Wüstengoldmull (Eremitalpa) oder die Kapgoldmulle (Chrysochloris) zu zählen sind. In der zweiten Gruppe stehen die Bewohner offener Gras- und Savannenlandschaften sowie von Wäldern, etwa die Arten von Neamblysomus und die Kupfergoldmulle (Amblysomus), aber auch die Riesengoldmulle (Chrysospalax) oder Arends’ Goldmull (Carpitalpa). Die innere Gliederung der Familie muss als bisher nicht vollständig geklärt betrachtet werden. Morphologisch lassen sich anhand des Baus des Hammers im Mittelohr zwei oder drei Unterfamilien unterscheiden: die Amblysominae mit einem normal gebauten Malleus, die Chrysochlorinae mit einem stark verlängerten Kopf des Malleus und die Eremitalpinae mit einem kugelig aufgeblähten Kopf des Malleus. Die beiden letztgenannten bilden nach Meinung einiger Wissenschaftler auch nur eine Unterfamilie, die Chrysochlorinae. Diese auf skelettanatomische Unterschiede beruhende Untergliederung lässt sich jedoch bisher mit Hilfe molekulargenetischer Daten nicht vollständig nachvollziehen. Demzufolge bilden Carpitalpa und Amblysomus die nächsten Verwandten von Neamblysomus. Die Abtrennung von Neamblysomus von den nahe verwandten Kupfergoldmullen vollzog sich im Miozän vor rund 10 Millionen Jahren.
Innerhalb der Gattung Neamblysomus werden heute zwei Arten unterschieden:
- Gunnings Goldmull (Neamblysomus gunningi (Broom, 1908)); in der südafrikanischen Provinz Limpopo mit nur wenigen bekannten Lokalitäten.
- Julianas Goldmull (Neamblysomus julianae (Meester, 1972)); drei voneinander getrennte Subpopulationen in den südafrikanischen Provinzen Gauteng, Mpumalanga und Limpopo.

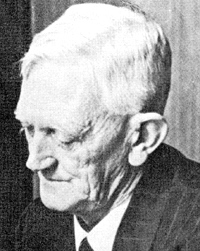
Austin Roberts

Möglicherweise bildet die östlichste der drei Subpopulationen von Julianas Goldmull, die sich sowohl in der Fellfärbung als auch in Zahnmerkmalen und genetischen Daten unterscheidet, eine eigenständige Art, allerdings fehlen noch genauere Untersuchungen.
Die Gattung Neamblysomus wurde im Jahr 1924 von Austin Roberts wissenschaftliche erstbeschrieben. Als Typusart nannte er Gunnings Goldmull. Die Einführung der neuen Gattung erfolgte aufgrund von abweichenden Zahnmerkmalen. So ist bei den Kupfergoldmullen der hinterste, dritte Backenzahn nur selten ausgebildet, bei Neamblysomus kommt er aber häufig, wenn auch variabel in seiner Ausgestaltung vor. Die Kupfergoldmulle wiederum besitzen an den unteren, hinteren Backenzähnen ein ausgeprägtes Talonid, das bei Neamblysomus fehlt. Generell bestätigte Roberts die große Ähnlichkeit der beiden Gattungen. In der Folgezeit wurden die Vertreter der Gattung Neamblysomus zusammen mit denen von Chlorotalpa und Calcochloris innerhalb der Kupfergoldmulle geführt, alle vier Gattungen unterscheiden sich jedoch in einigen anatomischen Merkmalen voneinander. Neben den Zahnmerkmalen treten darüber hinaus Abweichungen in der Ausprägung des Zungenbeins auf, ebenso wie im Karyotyp. Dadurch erscheint eine Aufspaltung in mehrere Gattungen gerechtfertigt, weswegen Gary N. Bronner die Gattung Neamblysomus Mitte der 1990er Jahre wieder einführte. Vor allem die Chromosomenuntersuchungen zeigten auf, dass die Vertreter Neamblysomus eine von den Kupfergoldmullen abgetrennte Klade formen. Bei späteren molekulargenetischen Analysen bestätigten sich diese Ergebnisse.

## Stammesgeschichte
Allgemein sind Goldmulle selten im Fossilbericht vertreten. Aus den bedeutenden südafrikanischen Höhlenfundstellen Sterkfontein, Swartkrans und Kromdraai liegen mehrere Schädel- und Kieferfragmente eines kleinen Vertreters der Familie vor. Aufgrund der Ausbildung von zehn Zähnen im Unterkiefer, dem Fehlen des Talonids an den Molaren, dem relativ kleinen Eckzahn und vergleichsweise großen ersten Prämolaren wird eine Zuweisung zu Neamblysomus favorisiert, möglicherweise repräsentieren sie Julianas Goldmull. Andere Autoren verwiesen die Funde zur Gattung Chlorotalpa, was neuere Untersuchungen aber widerlegen. Die Fundstellen datieren in das Unterpleistozän, die absoluten Daten schwanken zwischen 1 und 2 Millionen Jahre.

## Bedrohung und Schutz
Aufgrund des kleinen Verbreitungsgebietes der beiden Neamblysomus-Arten und der Zerstörung ihres Lebensraumes und weiteren Fragmentierung der Habitate infolge von Intensivierung der Land- und Forstwirtschaft sowie des Bergbaus werden beide Arten von der IUCN als „stark bedroht“ (endangered) gelistet, der Gefährdungsgrad einzelner, lokaler Populationen kann aber höher sein. Beide Arten sind in Naturschutzgebieten präsent.